# Enrique Berduc
Enrique Berduc (Paraná, 1856 - 27 de septiembre de 1928) fue un abogado y político argentino, que ejerció como Ministro de Hacienda durante la segunda presidencia de Julio Argentino Roca.

## Periodista
Fue periodista y durante un tiempo editó el periódico "El Demócrata" en su ciudad natal. Fue corresponsal del diario La Nación. Además de estudiar derecho, se especializó en finanzas públicas y privadas.

## Político
Desde edad temprana se dedicó a la administración pública: entró en la administración provincial en 1879, y dos años más tarde fue elegido diputado provincial. En 1889 fue nombrado intendente de la ciudad de Paraná.
Fue elegido diputado nacional en 1892, y reelegido cuatro años más tarde. En 1901, el presidente Roca lo nombró Ministro de Hacienda. En 1907 fue nombrado director del Banco de la Nación Argentina.

## Legados
Al momento de su fallecimiento, en 1928, había legado un campo al Consejo General de Educación de Entre Ríos, que se transformó en el parque deportivo escolar Enrique Berduc, conocido como parque Berduc, un centro deportivo de su ciudad natal. Legó otras 600 ha a 23 km de Paraná: el parque escolar rural Enrique Berduc. Un apeadero del Ferrocarril General Urquiza -Apeadero Enrique Berduc-, a 6 km de Paraná, lleva su nombre.